# Toyota 90C-V
Chronologie des modèles
Toyota 89C-V Toyota 91C-V
La Toyota 90C-V est un prototype de course, construit par le constructeur japonais Toyota et homologué pour courir dans la catégorie FIA Groupe C de la Fédération internationale de l'automobile.
Cinq châssis ont été assemblés et ont participé au Championnat du monde des voitures de sport, aux 24 Heures du Mans ainsi que le Championnat du Japon de sport-prototypes

## Développement
Le châssis est conçu par Dome

## Résultats sportifs

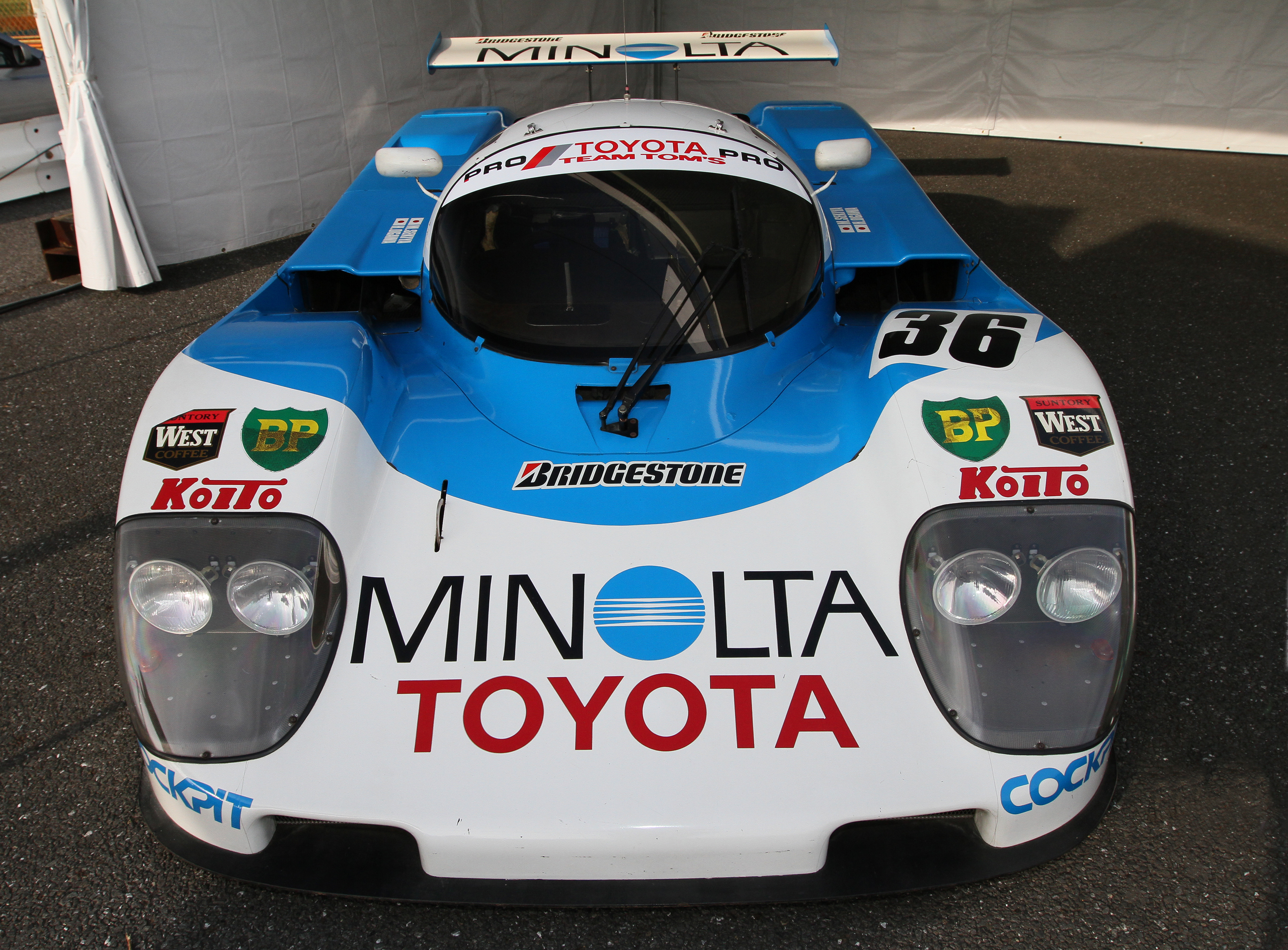
Toyota 90C-V au Japan en 2010

La Toyota 90C-V a participé à la saison au Championnat du monde des voitures de sport 1990. Elle n'a pas atteint le même niveau de performance que dans le Championnat du Japon de sport-prototypes. Son meilleur résultat a été obtenu à l'ouverture de la saison, où il a terminé 4ème aux 480 km de Suzuka. Cependant, Elles ont fini en dehors des 10 premières places dans toutes les autres épreuves de la saison.
| Course                             | Date         | no | Écurie              | Pilotes                                   | Châssis                   | Classement         |
| Course                             | Date         | no | Écurie              | Pilotes                                   | Moteur                    | Classement         |
| ---------------------------------- | ------------ | -- | ------------------- | ----------------------------------------- | ------------------------- | ------------------ |
| Fujifilm Cup (480 km)              | 8 avril      | 36 | / Toyota Team TOM'S | Geoff Lees Hitoshi Ogawa                  | 90CV-002                  | 4e                 |
| Fujifilm Cup (480 km)              | 8 avril      | 36 | / Toyota Team TOM'S | Geoff Lees Hitoshi Ogawa                  | Toyota R36V 3.6L Turbo V8 | 4e                 |
| Fujifilm Cup (480 km)              | 8 avril      | 37 | / Toyota Team TOM'S | Aguri Suzuki Johnny Dumfries              | 90CV-004                  | 20e                |
| Fujifilm Cup (480 km)              | 8 avril      | 37 | / Toyota Team TOM'S | Aguri Suzuki Johnny Dumfries              | Toyota R32V 3.2L Turbo V8 | 20e                |
| Fujifilm Cup (480 km)              | 9 avril      | 38 | / Toyota Team SARD  | Roland Ratzenberger Pierre-Henri Raphanel | 90CV-001                  | Abandon            |
| Fujifilm Cup (480 km)              | 9 avril      | 38 | / Toyota Team SARD  | Roland Ratzenberger Pierre-Henri Raphanel | Toyota R36V 3.6L Turbo V8 | Abandon            |
| Trofeo Caracciolo (480 km)         | 29 avril     | 36 | / Toyota Team TOM'S | Geoff Lees Aguri Suzuki                   | 90CV-002                  | Abandon            |
| Trofeo Caracciolo (480 km)         | 29 avril     | 36 | / Toyota Team TOM'S | Geoff Lees Aguri Suzuki                   | Toyota R36V 3.6L Turbo V8 | Abandon            |
| British Empire Trophy (480 km)     | 20 mai       | 36 | / Toyota Team TOM'S | Geoff Lees John Marshall Watson           | 90CV-002                  | 12e                |
| British Empire Trophy (480 km)     | 20 mai       | 36 | / Toyota Team TOM'S | Geoff Lees John Marshall Watson           | Toyota R36V 3.6L Turbo V8 | 12e                |
| British Empire Trophy (480 km)     | 20 mai       | 37 | / Toyota Team TOM'S | Johnny Dumfries Hitoshi Ogawa             | 89CV-010                  | Abandon            |
| British Empire Trophy (480 km)     | 20 mai       | 37 | / Toyota Team TOM'S | Johnny Dumfries Hitoshi Ogawa             | Toyota R36V 3.6L Turbo V8 | Abandon            |
| 480 km de Spa                      | 3 juin       | 36 | / Toyota Team TOM'S | Johnny Dumfries John Marshall Watson      | 89CV-010                  | 18e                |
| 480 km de Spa                      | 3 juin       | 36 | / Toyota Team TOM'S | Johnny Dumfries John Marshall Watson      | Toyota R36V 3.6L Turbo V8 | 18e                |
| 480 km de Spa                      | 3 juin       | 37 | / Toyota Team TOM'S | Geoff Lees Aguri Suzuki                   | 90CV-002                  | Non Partant        |
| 480 km de Spa                      | 3 juin       | 37 | / Toyota Team TOM'S | Geoff Lees Aguri Suzuki                   | Toyota R36V 3.6L Turbo V8 | Non Partant        |
| 480 km de Dijon                    | 22 juillet   | 36 | / Toyota Team TOM'S | Johnny Dumfries Roberto Ravaglia          | 90CV-002                  | Abandon            |
| 480 km de Dijon                    | 22 juillet   | 36 | / Toyota Team TOM'S | Johnny Dumfries Roberto Ravaglia          | Toyota R36V 3.6L Turbo V8 | Abandon            |
| 480 km de Dijon                    | 22 juillet   | 37 | / Toyota Team TOM'S | Geoff Lees John Marshall Watson           | 89CV-010                  | Abandon            |
| 480 km de Dijon                    | 22 juillet   | 37 | / Toyota Team TOM'S | Geoff Lees John Marshall Watson           | Toyota R36V 3.6L Turbo V8 | Abandon            |
| ADAC Sportwagen WM (480 km)        | 19 août      | 36 | / Toyota Team TOM'S | Johnny Dumfries Roberto Ravaglia          | 90CV-005                  | Abandon            |
| ADAC Sportwagen WM (480 km)        | 19 août      | 36 | / Toyota Team TOM'S | Johnny Dumfries Roberto Ravaglia          | Toyota R36V 3.6L Turbo V8 | Abandon            |
| ADAC Sportwagen WM (480 km)        | 19 août      | 37 | / Toyota Team TOM'S | Geoff Lees Hitoshi Ogawa                  | 89CV-010                  | Abandon            |
| ADAC Sportwagen WM (480 km)        | 19 août      | 37 | / Toyota Team TOM'S | Geoff Lees Hitoshi Ogawa                  | Toyota R36V 3.6L Turbo V8 | Abandon            |
| Shell Donington Trophy (480 km)    | 2 septembre  | 36 | / Toyota Team TOM'S | Johnny Dumfries Roberto Ravaglia          | 90CV-005                  | Abandon            |
| Shell Donington Trophy (480 km)    | 2 septembre  | 36 | / Toyota Team TOM'S | Johnny Dumfries Roberto Ravaglia          | Toyota R36V 3.6L Turbo V8 | Abandon            |
| Shell Donington Trophy (480 km)    | 2 septembre  | 37 | / Toyota Team TOM'S | Geoff Lees John Marshall Watson           | 89CV-010                  | Abandon            |
| Shell Donington Trophy (480 km)    | 2 septembre  | 37 | / Toyota Team TOM'S | Geoff Lees John Marshall Watson           | Toyota R36V 3.6L Turbo V8 | Abandon            |
| Mondial Players Ltd. (480 km)      | 23 septembre | 36 | / Toyota Team TOM'S | Johnny Dumfries Roberto Ravaglia          | 90CV-005                  | 14e                |
| Mondial Players Ltd. (480 km)      | 23 septembre | 36 | / Toyota Team TOM'S | Johnny Dumfries Roberto Ravaglia          | Toyota R36V 3.6L Turbo V8 | 14e                |
| Mondial Players Ltd. (480 km)      | 23 septembre | 37 | / Toyota Team TOM'S | Geoff Lees John Marshall Watson           | 89CV-010                  | Voiture de reserve |
| Mondial Players Ltd. (480 km)      | 23 septembre | 37 | / Toyota Team TOM'S | Geoff Lees John Marshall Watson           | Toyota R36V 3.6L Turbo V8 | Voiture de reserve |
| Trofeo Hermanos Rodriguez (480 km) | 7 octobre    | 36 | / Toyota Team TOM'S | Johnny Dumfries Roberto Ravaglia          | 90CV-005                  | Abandon            |
| Trofeo Hermanos Rodriguez (480 km) | 7 octobre    | 36 | / Toyota Team TOM'S | Johnny Dumfries Roberto Ravaglia          | Toyota R36V 3.6L Turbo V8 | Abandon            |

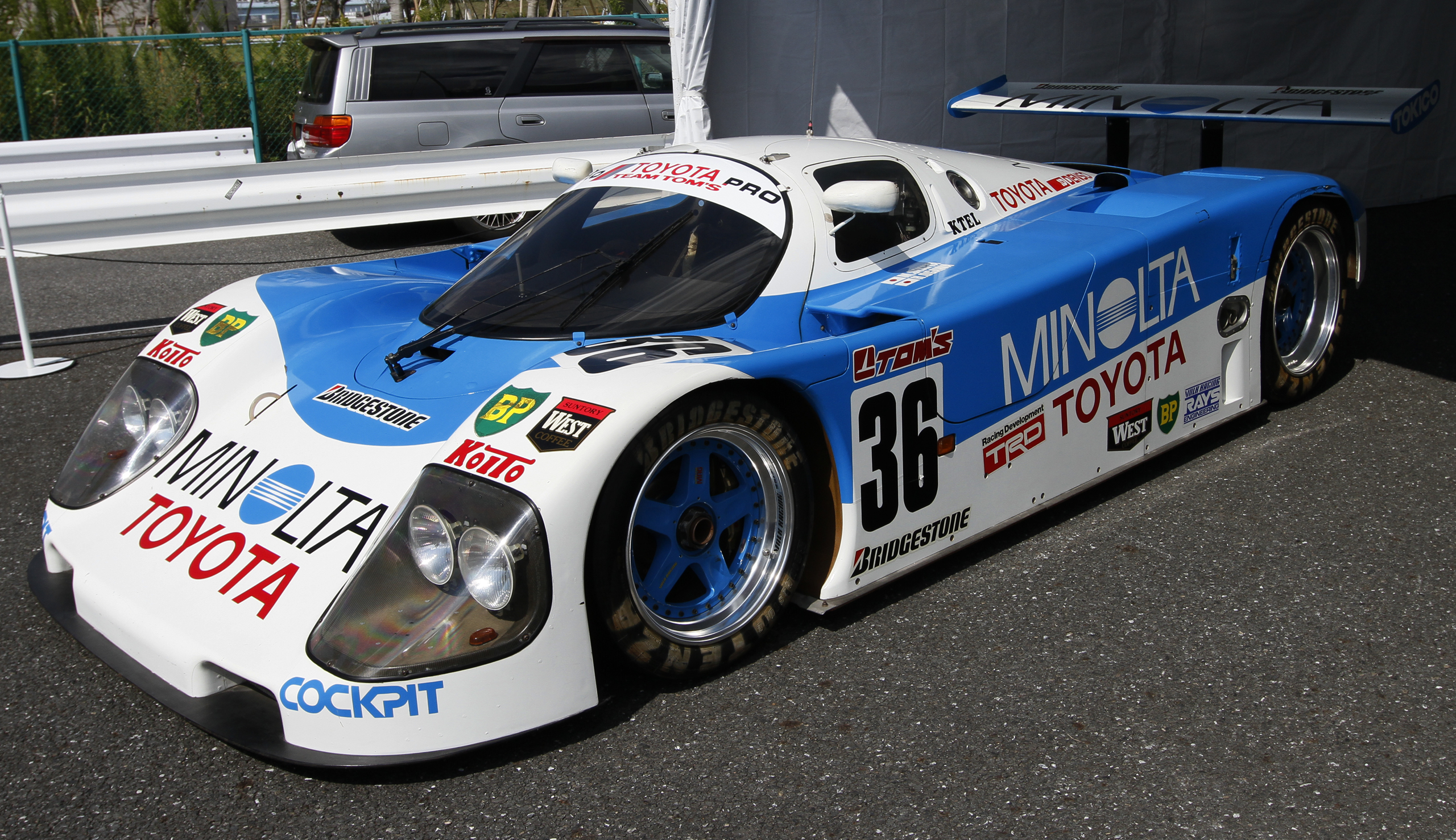
Toyota 90C-V au Japan en 2010

Toyota a inscrit 3 voitures aux 24 Heures du Mans 1990, avec les numéros n° 36, n° 37 et n° 38. Le meilleur temps en qualification  des trois voitures a été réalisé par Geoff Lees sur la voiture n ° 36 qui s'est classé 10e. Les voitures n° 37 et n° 38 ont se sont qualifiées respectivement 14e et 16e.

La voiture n ° 37 a dû abandonner environ 4 heures après le début de la course à la suite d'un accident lorsque Aguri Suzuki était au volant. Puis, à la 18ème heure, la voiture n° 38 a subi une panne moteur, laissant la voiture n° 36 , la seule 90C-V encore en course. Finalement, il finit en 6ème position (en général et en classe), à 12 tours du vainqueur. 

| Course            | Date          | no | Écurie              | Pilotes                                                  | Châssis                   | Classement |
| Course            | Date          | no | Écurie              | Pilotes                                                  | Moteur                    | Classement |
| ----------------- | ------------- | -- | ------------------- | -------------------------------------------------------- | ------------------------- | ---------- |
| 24 Heures du Mans | 16 au 17 juin | 36 | / Toyota Team TOM'S | Geoff Lees Masanori Sekiya Hitoshi Ogawa                 | 90CV-004                  | 6e         |
| 24 Heures du Mans | 16 au 17 juin | 36 | / Toyota Team TOM'S | Geoff Lees Masanori Sekiya Hitoshi Ogawa                 | Toyota R32V 3.2L Turbo V8 | 6e         |
| 24 Heures du Mans | 16 au 17 juin | 37 | / Toyota Team TOM'S | Aguri Suzuki Johnny Dumfries Roberto Ravaglia            | 90CV-005                  | Abandon    |
| 24 Heures du Mans | 16 au 17 juin | 37 | / Toyota Team TOM'S | Aguri Suzuki Johnny Dumfries Roberto Ravaglia            | Toyota R32V 3.2L Turbo V8 | Abandon    |
| 24 Heures du Mans | 16 au 17 juin | 38 | / Toyota Team SARD  | Pierre-Henri Raphanel Roland Ratzenberger Naoki Nagasaka | 90CV-003                  | Abandon    |
| 24 Heures du Mans | 16 au 17 juin | 38 | / Toyota Team SARD  | Pierre-Henri Raphanel Roland Ratzenberger Naoki Nagasaka | Toyota R32V 3.2L Turbo V8 | Abandon    |